# In goed gezelschap
In goed gezelschap was een VARA-amusementsprogramma, waarin improvisatieopdrachten uitgevoerd werden. Het programma werd in seizoen 1 en 2 gepresenteerd door Sara Kroos en Thomas van Luyn. Vanaf seizoen 3 werd Sara bijgestaan door Klaas van der Eerden. Er waren vaste en wisselende gasten, onder wie Kees Boot, Jörgen Raymann, Leon van der Zanden, Pieter Derks, Georgina Verbaan, Annick Boer, Ali B en Brigitte Kaandorp en werd geproduceerd door Meyer Media Producties.
In goed gezelschap was vanaf 3 september 2012 tien weken lang te zien, op 17 februari 2013 begon een tweede reeks en op 2 februari 2014 werd een derde reeks gestart.

## Vaste en gastspelers
Legenda:
 presentatie / vaste speler
 vaste speler
 gastspeler

### Vaste spelers
| Naam                 | S1      | S2     | S3     |
| -------------------- | ------- | ------ | ------ |
|                      | 10 afl. | 8 afl. | 8 afl. |
| Sara Kroos           | 10 afl. | 8 afl. | 8 afl. |
| Thomas van Luyn      | 10 afl. | 8 afl. |        |
| Klaas van der Eerden |         |        | 8 afl. |
| Pieter Derks         | 10 afl. | 8 afl. | 8 afl. |
| Georgina Verbaan     | 10 afl. | 8 afl. | 8 afl. |
| Jörgen Raymann*      | 4 afl.  | 3 afl. | 8 afl. |

### Gastspelers
| Naam                | S1      | S2     | S3     |
| ------------------- | ------- | ------ | ------ |
|                     | 10 afl. | 8 afl. | 8 afl. |
| Kees Boot           | 6 afl.  | 5 afl. | 2 afl. |
| Leon van der Zanden | 7 afl.  | 2 afl. |        |
| Annick Boer         | 2 afl.  | 1 afl. |        |
| Peter Heerschop     | 1 afl.  |        |        |
| Ali B               |         | 3 afl. |        |
| Brigitte Kaandorp   |         | 2 afl. |        |
| Patrick Martens     |         |        | 1 afl. |
| Steyn de Leeuwe     |         |        | 1 afl. |
| Fabian Jansen       |         |        | 1 afl. |

- Vanaf seizoen 3 is Jörgen Raymann een vaste speler.

## Spelonderdelen

### Onderdelen (seizoen 1)
- Maak het uit met een letter
- De stamgast
- De troubadour van Lenny Kuhr
- De dove deejay
- De gezongen soap
- De relatietherapeut
- De souffleur
- De PowerPoint-presentatie
- De jas
- Mime, waar is mijn feestneus?
- De spindoctor
- De Siamese zanger
- Aan de deur wordt niet gekocht
- Moord per woord
- De talkshow
- Da doo ron ron

### Onderdelen (seizoen 2)
- Buitenlandse professor
- De biecht
- De jas
- De dove deejay
- De collega's
- De gezongen soap
- De tragische eindes
- Mime, waar is mijn feestneus?

## Seizoensoverzicht
| Seizoen | Aantal afleveringen | Uitgezonden                        |  |
| ------- | ------------------- | ---------------------------------- |  |
| 1       | 10                  | 3 september 2012 – 5 november 2012 |  |
| 2       | 8                   | 17 februari 2013 – 7 april 2013    |  |
| 3       | 8                   | 2 februari 2014 – 23 maart 2014    |  |

## Afleveringen

### Seizoen 1
NB: naast de spelers in de kolommen 'Gastspelers' spelen ook altijd presentatoren Sara Kroos en Thomas van Luyn en vaste spelers Georgina Verbaan en Pieter Derks mee.
| Afl. | Datum             | Gastspelers                         | Kijkcijfers |
| ---- | ----------------- | ----------------------------------- | ----------- |
| 1    | 3 september 2012  | Leon van der Zanden Kees Boot       |             |
| 2    | 10 september 2012 | Leon van der Zanden Peter Heerschop |             |
| 3    | 17 september 2012 | Leon van der Zanden Jörgen Raymann  |             |
| 4    | 24 september 2012 | Kees Boot Jörgen Raymann            |             |
| 5    | 1 oktober 2012    | Leon van der Zanden Jörgen Raymann  |             |
| 6    | 8 oktober 2012    | Leon van der Zanden Annick Boer     |             |
| 7    | 15 oktober 2012   | Leon van der Zanden Kees Boot       |             |
| 8    | 22 oktober 2012   | Kees Boot Annick Boer               |             |
| 9    | 29 oktober 2012   | Leon van der Zanden Kees Boot       |             |
| 10   | 5 november 2012   | Kees Boot Jörgen Raymann            | 627.000     |

### Seizoen 2
NB: naast de spelers in de kolommen 'Gastspelers' spelen ook altijd presentatoren Sara Kroos en Thomas van Luyn en vaste spelers Georgina Verbaan en Pieter Derks mee.
| Afl. | Datum            | Gastspelers                        | Kijkcijfers |
| ---- | ---------------- | ---------------------------------- | ----------- |
| 1    | 17 februari 2013 | Kees Boot Ali B                    | 279.000     |
| 2    | 24 februari 2013 | Kees Boot Brigitte Kaandorp        | 290.000     |
| 3    | 3 maart 2013     | Annick Boer Jörgen Raymann         |             |
| 4    | 10 maart 2013    | Leon van der Zanden Jörgen Raymann |             |
| 5    | 17 maart 2013    | Kees Boot Brigitte Kaandorp        |             |
| 6    | 24 maart 2013    | Kees Boot Ali B                    |             |
| 7    | 31 maart 2013    | Kees Boot Ali B                    | 327.000     |
| 8    | 7 april 2013     | Leon van der Zanden Jörgen Raymann | 382.000     |

### Seizoen 3
NB: naast de spelers in de kolommen 'Gastspelers' spelen ook altijd presentator Klaas van der Eerden en vaste spelers Sara Kroos, Georgina Verbaan, Pieter Derks en Jörgen Raymann mee.
| Afl. | Datum            | Gastspelers     | Kijkcijfers |
| ---- | ---------------- | --------------- | ----------- |
| 1    | 2 februari 2014  | Patrick Martens | 303.000     |
| 2    | 9 februari 2014  | Steyn de Leeuwe | 230.000     |
| 3    | 16 februari 2014 | Kees Boot       | 308.000     |
| 4    | 23 februari 2014 | Rayen Panday    | 312.000     |
| 5    | 2 maart 2014     | Fabian Jansen   |             |
| 6    | 9 maart 2014     | Kees Boot       | 224.000     |
| 7    | 16 maart 2014    | Martijn Koning  | 240.000     |
| 8    | 23 maart 2014    | Anuar           | 167.000     |